# Башбуг, Илькер
Мехмет Илькер Башбуг (тур. İlker Başbuğ) (р.1943, Афьонкарахисар) — 26-й Начальник Генерального штаба Вооружённых сил Турции.

## Биография
Родился в 1943 в Афьонкарахисаре в семье албанских эмигрантов из Битолы (ныне Северная Македония). Первый иностранный визит совершил в Азербайджан.
В декабре 2009 года Башбуг подвергся критике со стороны ряда турецких журналистов, потребовавших от него прояснить ситуацию, возникшую в результате возможной попытки покушения на жизнь заместителя премьер-министра Турции Бюлента Арынча. Два офицера, находящиеся в подчинении Генштаба, были замечены на территории резиденции Бюлента Арынча, а блокнот с его адресом был найден в их автомобиле. Офицеры были арестованы. Это усилило подозрения общественности в принадлежности арестованных офицеров к тайной террористической организации Эргенекон. Эти события вынудили Илькера Башбуга поместить специальное заявление на официальном сайте Генштаба, отрицающее причастность Генштаба к любым противозаконным действиям.